# Bloomeria crocea
Bloomeria crocea är en sparrisväxtart som först beskrevs av John Torrey, och fick sitt nu gällande namn av Frederick Vernon Coville. Bloomeria crocea ingår i släktet Bloomeria och familjen sparrisväxter.

## Underarter
Arten delas in i följande underarter:
- B. c. aurea
- B. c. crocea
- B. c. montana

## Bildgalleri

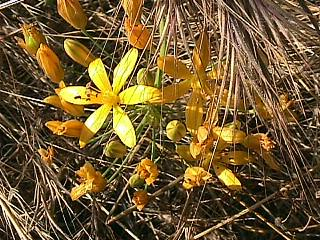
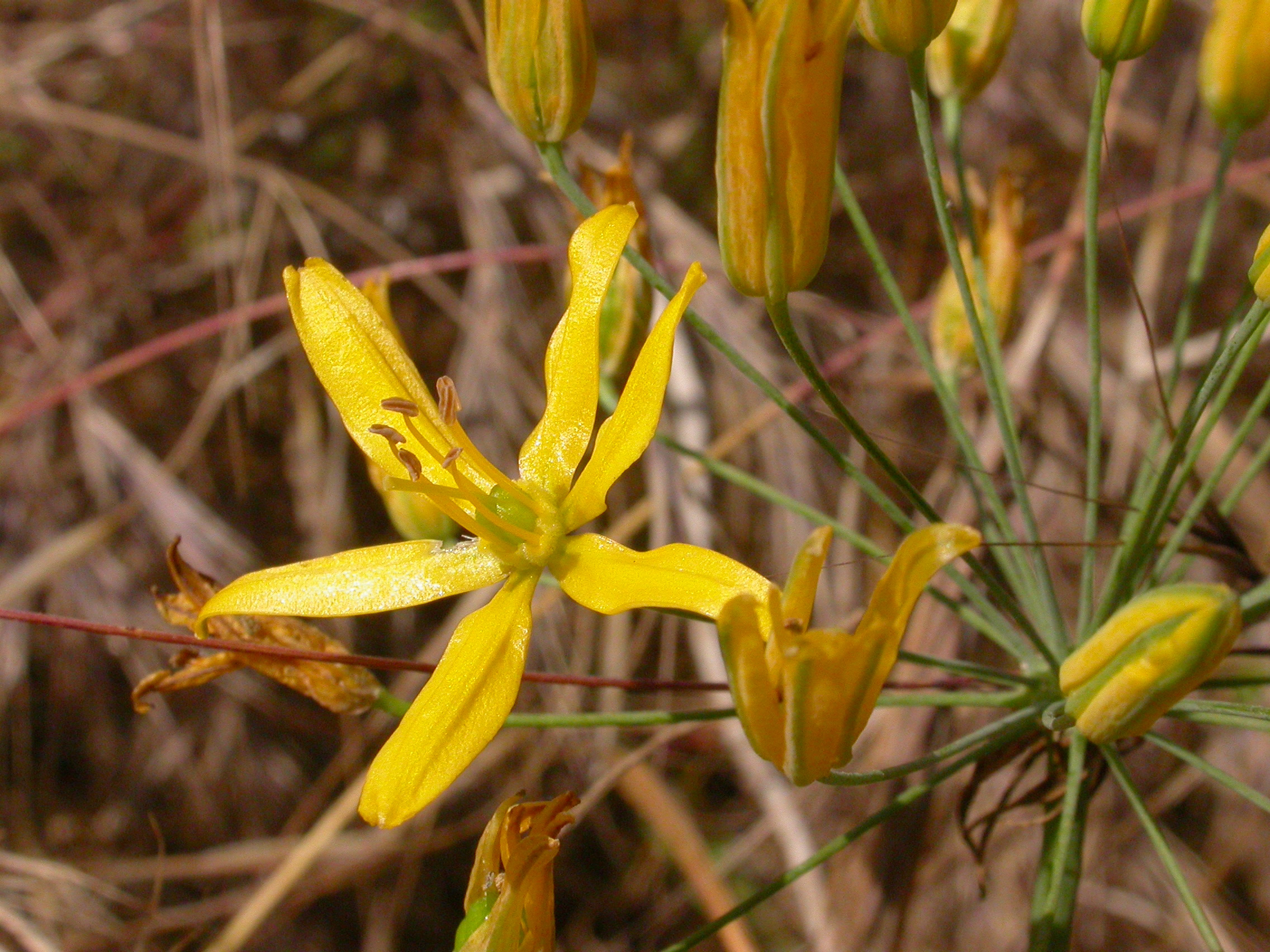
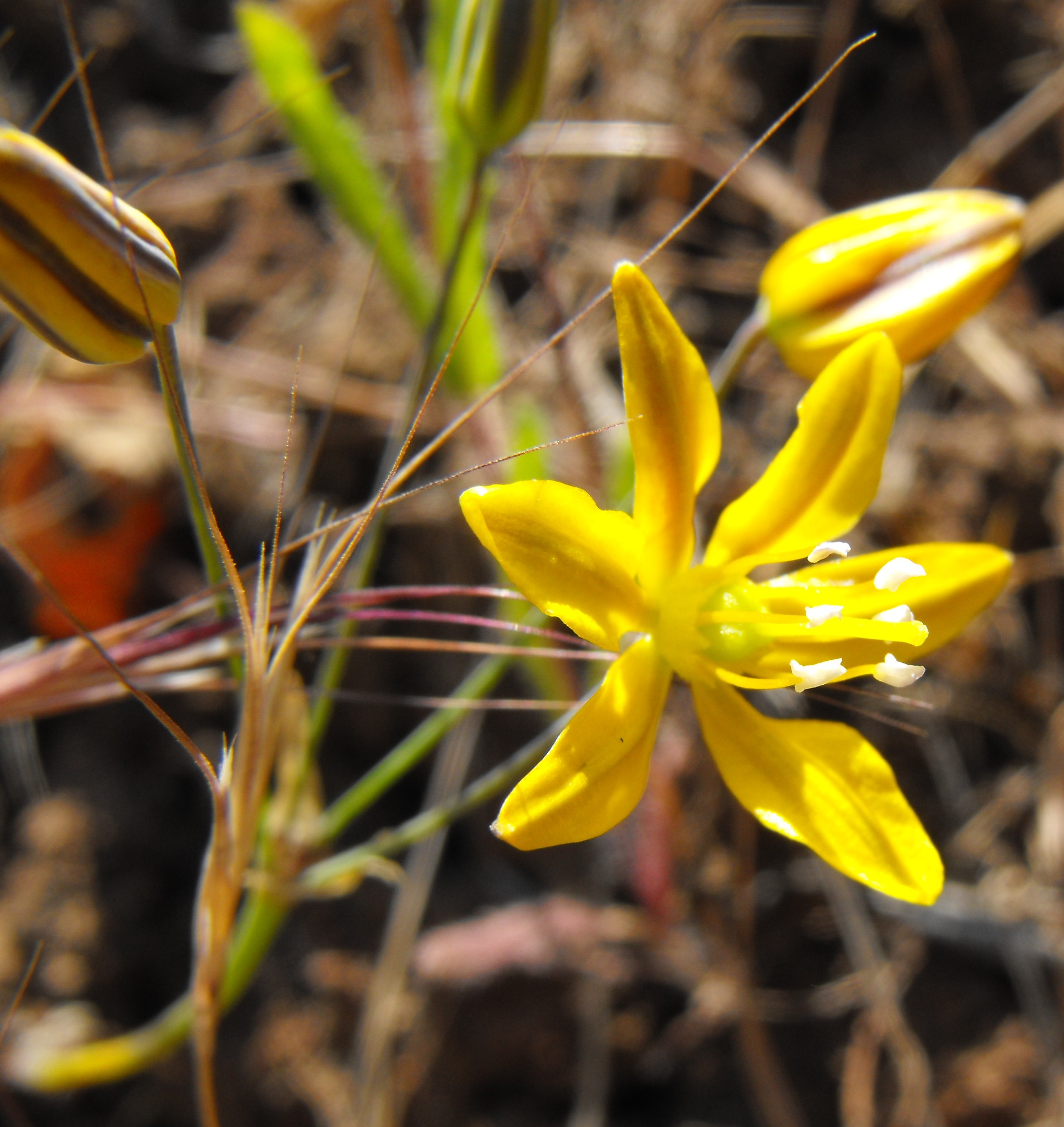